# Liste deutscher Oscarpreisträger
Der Oscar (eigentlich Academy Award of Merit, deutsch „Ehrenpreis der Akademie“) wird seit 1929 alljährlich von der Academy of Motion Picture Arts and Sciences an Filmschaffende vergeben. Er gilt als wichtigste Auszeichnung seiner Art. Die Jahreszahl gibt das Jahr der Preisverleihung an.

## Liste der deutschen Oscarpreisträger
| Name                               | Jahr | Film / Leistung | Kategorie                        | Quellen       |
| ---------------------------------- | ---- | --- | -------------------------------- | ------------- |
| Emil Jannings                      | 1929 | Sein letzter Befehl / Der Weg allen Fleisches                                                                                     | Bester Hauptdarsteller           |               |
| Hanns Kräly                        | 1930 | Der Patriot | Bestes adaptiertes Drehbuch      |               |
| Luise Rainer                       | 1937 | Der große Ziegfeld | Beste Hauptdarstellerin          | [ 1 ]         |
| Luise Rainer (2)                   | 1938 | Die gute Erde | Beste Hauptdarstellerin          | [ 2 ]         |
| Karl Freund                        | 1938 | Die gute Erde | Beste Kamera                     |               |
| Ernst Lubitsch                     | 1946 | Für hervorragende Leistungen | Ehrenoscar                       |               |
| Alfred Junge                       | 1947 | Die schwarze Narzisse | Bestes Szenenbild                | [ 3 ]         |
| Hein Heckroth                      | 1948 | Die roten Schuhe | Bestes Szenenbild                | [ 4 ]         |
| Franz Wachsmann                    | 1951 | Boulevard der Dämmerung | Beste Filmmusik                  |               |
| Franz Wachsmann (2)                | 1952 | Ein Platz an der Sonne | Beste Filmmusik                  |               |
| Karl Freund (2)                    | 1955 | Multicam System (Kamerasystem) | Technische Verdienste            | [ 5 ]         |
| André Previn                       | 1959 | Gigi | Beste Filmmusik                  |               |
| André Previn (2)                   | 1960 | Porgy und Bess | Beste Filmmusik                  |               |
| Bernhard Grzimek                   | 1960 | Serengeti darf nicht sterben | Bester Dokumentarfilm            |               |
| André Previn (3)                   | 1964 | Das Mädchen Irma la Douce | Beste Filmmusik                  |               |
| André Previn (4)                   | 1965 | My Fair Lady | Beste Filmmusik                  |               |
| Walter Lassally                    | 1965 | Alexis Sorbas | Beste Kamera                     |               |
| Rolf Zehetbauer                    | 1972 | Cabaret | Bestes Szenenbild                |               |
| Hans Jürgen Kiebach                | 1972 | Cabaret | Bestes Szenenbild                |               |
| Herbert Strabel                    | 1972 | Cabaret | Bestes Szenenbild                |               |
| Erich Kästner                      | 1974 | Arriflex 35 (Kamera) | Wissenschaft und Entwicklung     |               |
| Joachim Gerb                       | 1974 | Arriflex 35 (Kamera) | Wissenschaft und Entwicklung     |               |
| Volker Schlöndorff a               | 1980 | Die Blechtrommel | Bester fremdsprachiger Film      |               |
| August Arnold                      | 1983 | Arriflex 35 (Kamera) | Academy Award of Merit           | [ 6 ]         |
| Erich Kästner (2)                  | 1983 | Arriflex 35 (Kamera) | Academy Award of Merit           | [ 6 ]         |
| Kurt Larché                        | 1984 | Forschung und Entwicklung einer Xenon-Kurzbogenentladungslampe für die Filmprojektion                                             | Academy Award of Merit           | [ 7 ]         |
| Günther Schaidt                    | 1984 | Entwicklung einer verbesserten, nicht-giftigen Flüssigkeit für die Erzeugung von Nebel und Rauch bei der Filmproduktion           | Scientific and Engineering Award |               |
| Fritz Sennheiser                   | 1987 | Erfindung eines Interferenz-Richtrohrmikrofons                                                                                    | Scientific and Engineering Award |               |
| Willi Burth                        | 1988 | Filmtelleranlage | Scientific and Engineering Award |               |
| Wolfgang Becker                    | 1988 | Schmetterlinge | Studentenoscar                   |               |
| Wolfgang Lauenstein                | 1990 | Balance | Bester animierter Kurzfilm       |               |
| Christoph Lauenstein               | 1990 | Balance | Bester animierter Kurzfilm       |               |
| Georg Thoma                        | 1992 | Fluid-Dämpfung für Sachtler Stativköpfe                                                                                           | Wissenschaft und Entwicklung     | [ 8 ]         |
| Erich Kästner (3)                  | 1993 | Lebenswerk | Gordon E. Sawyer Award           |               |
| Pepe Danquart                      | 1994 | Schwarzfahrer | Bester Kurzfilm                  | [ 9 ]         |
| Katja von Garnier                  | 1994 | Abgeschminkt! | Studentenoscar                   |               |
| Hans Zimmer                        | 1995 | Der König der Löwen | Beste Filmmusik                  |               |
| Peter Denz                         | 1996 | Flackerfreie Videokamera | Scientific and Engineering Award |               |
| Tyron Montgomery                   | 1997 | Quest | Bester animierter Kurzfilm       |               |
| Thomas Stellmach                   | 1997 | Quest | Bester animierter Kurzfilm       |               |
| Volker Engel                       | 1997 | Independence Day | Beste visuelle Effekte           |               |
| Raymond Boy                        | 1997 | Ein einfacher Auftrag | Studentenoscar                   |               |
| Thorsten Schmidt                   | 1998 | Rochade | Studentenoscar                   |               |
| Marc-Andreas Bochert               | 1999 | Kleingeld | Studentenoscar                   |               |
| Florian Gallenberger               | 2000 | Quiero Ser | Studentenoscar                   |               |
| Florian Gallenberger (2)           | 2001 | Quiero Ser | Bester Kurzfilm                  |               |
| Caroline Link a                    | 2003 | Nirgendwo in Afrika | Bester fremdsprachiger Film      |               |
| Florian Baxmeyer                   | 2003 | Die rote Jacke | Studentenoscar                   |               |
| Ulrike Grote                       | 2005 | Der Ausreißer | Studentenoscar                   |               |
| Horst Burbulla                     | 2005 | Teleskop-Kamerakran | Academy Award of Merit           |               |
| Michael Anderer                    | 2006 | L. A. Crash | Technische Verdienste            | [ 10 ]        |
| Hildegard Ebbesmeier               | 2006 | L. A. Crash | Technische Verdienste            | [ 10 ]        |
| Udo Schauss                        | 2006 | L. A. Crash | Technische Verdienste            | [ 10 ]        |
| Nicole Wemken                      | 2006 | L. A. Crash | Technische Verdienste            | [ 10 ]        |
| Florian Kainz                      | 2006 | Design und tech. Entwicklung des OpenEXR-Softwarepakets, das 16-Bit-Fließkomma-Bilddateien mit hohem Dynamikbereich implementiert | Technische Verdienste            | [ 11 ]        |
| Florian Henckel von Donnersmarck a | 2007 | Das Leben der Anderen | Bester fremdsprachiger Film      |               |
| Toke Constantin Hebbeln            | 2007 | Nimmermeer | Studentenoscar                   |               |
| Jochen Alexander Freydank          | 2009 | Spielzeugland | Bester Kurzfilm                  |               |
| Christoph Waltz                    | 2010 | Inglourious Basterds | Bester Nebendarsteller           |               |
| Christoph Waltz (2)                | 2012 | Django Unchained | Bester Nebendarsteller           |               |
| Johannes Saam                      | 2014 | Deep Image Compositing | Technische Verdienste            | [ 12 ]        |
| Dirk Wilutzky                      | 2015 | Citizenfour | Bester Dokumentarfilm            |               |
| Gerd Nefzer                        | 2018 | Blade Runner 2049 | Beste visuelle Effekte           |               |
| Gerd Nefzer (2)                    | 2022 | Dune | Beste visuelle Effekte           | [ 13 ]        |
| Hans Zimmer (2)                    | 2022 | Dune | Beste Filmmusik                  |               |
| Ernestine Hipper                   | 2023 | Im Westen nichts Neues | Bestes Szenenbild                |               |
| Christian M. Goldbeck              | 2023 | Im Westen nichts Neues | Bestes Szenenbild                |               |
| Volker Bertelmann                  | 2023 | Im Westen nichts Neues | Beste Filmmusik                  |               |
| Curt O. Schaller                   | 2025 | Konzept, Design und Entwicklung des Trinity-2-Systems                                                                             | Scientific and Engineering Award | [ 14 ] [ 15 ] |
| Gerd Nefzer (3)                    | 2025 | Dune: Part Two | Beste visuelle Effekte           |               |